# Штегеман, Вальдемар
Вальдемар Штегеман (нем. Waldemar Staegemann; 21 июля 1879, Нойхойзер, ныне посёлок Мечниково в составе города Балтийска — 11 февраля 1958, Гамбург) — немецкий оперный певец (тенор), режиссёр, либреттист и поэт. Сын режиссёра Макса Штегемана, брат певицы Елены Штегеман; по линии бабушки принадлежал к театральной династии Девриентов.
Дебютировал в Берлине как драматический актёр. Затем на протяжении долгого времени солист Дрезденской оперы. Выступал там же как режиссёр; среди постановок Штегемана, в частности, премьера оперы-кантаты Отмара Шёка «Про рыбака и его жену» (1930, дирижировал Фриц Буш). Широкую известность получила осуществлённая в 1928 г. запись фрагментов из оперетт Иоганна Штрауса «Летучая мышь» и «Цыганский барон» с участием Лотты Леман, Греты Меррем-Никиш, Рихарда Таубера и Штегемана, дающая представление о принципах исполнения оперетты в 1920-е гг. Заслужил, по мнению Ганса Шноора, репутацию «одного из старейших и наиболее заслуженных представителей дрезденской театральной культуры».
Выпустил начиная с 1911 г. несколько сборников стихов, в том числе книгу на саксонском диалекте (нем. Der Regenschirm: Gedichte in Sächsischer Mundart; 1926). Написал либретто к опере Курта Штриглера «Кузнецы» (1930).